# Comunità montana Alta Valle di Susa
La Comunità montana Alta Valle di Susa era un comprensorio montano del Piemonte.

## Storia
L'ente ha unito, fino al 2009, 14 comuni dell'alta val di Susa. La bassa val di Susa era invece raccolta dalla Comunità montana Bassa Valle di Susa e Val Cenischia.
Suo scopo principale era quello di favorire lo sviluppo della parte di valle nella salvaguardia del patrimonio ambientale e culturale proprio.
Negli anni aveva sviluppato soprattutto le seguenti attività:
- salvaguardia degli alpeggi.
- sviluppo del turismo.

La sede della Comunità montana si trovava ad Oulx.
A partire dal 28 agosto 2009, l'ente è stato amministrato in regime di commissariamento in virtù del processo di unificazione con le Comunità montane della Bassa valle di Susa e della Val Sangone. I tre enti unificati hanno portato alla costituzione della Comunità montana Valle Susa e Val Sangone, la cui elezione dell'organo direttivo è avvenuta il 7 novembre 2009 a Bussoleno.